# Castanopsis tonkinensis
Castanopsis tonkinensis är en bokväxtart som beskrevs av Karl Otto von Seemen. Castanopsis tonkinensis ingår i släktet Castanopsis och familjen bokväxter. Inga underarter finns listade.